# 方象璜
方象璜（？—？），字雪岷，浙江嚴州府遂安縣人，清朝政治人物。

## 生平
曾師從徐常遇學習古琴。清順治八年（1651年）選貢應天中式，順治十六年（1659年）二甲舉進士。授湖廣荊州府推官，宜都縣、公安縣有強盜案，縣捕向懷林等十八人將嫌疑犯逮捕入獄，象璜懷疑受到冤枉，再三查證，後果逮捕到盜匪，將冤枉者釋放。
後來改任江南合肥縣知縣，下車住宿包公祠，寫下詩說： 「誓將黽勉，清節是砥；倘不恤民，有如此水！」隨後除去火耗，改革積弊，協助百姓償還漕米七百餘石，百姓感激他的恩德。後來辭官回故鄉，家徒四壁，以撰述自娛。康熙十七年（1678年）薦博學鴻詞，未及應考。